# Peniophorella
Peniophorella is een geslacht van schimmels behorend tot de familie Rickenellaceae. De typesoort is Peniophorella pubera.

## Soorten
Volgens Index Fungorum telt het geslacht 33 soorten (peildatum juli 2023):
| Soortnaam                                          | Auteur(s)                               | Publicatiejaar |
| -------------------------------------------------- | --------------------------------------- | -------------- |
| Peniophorella allantospora                         | (Sheng H. Wu) K.H. Larss.               | 2007           |
| Peniophorella aspersa                              | Yurchenko & Sheng H. Wu                 | 2020           |
| Peniophorella baculorubrensis                      | (Gilb. & M. Blackw.) K.H. Larss.        | 2007           |
| Peniophorella calcitrapa                           | (Malençon) K.H. Larss.                  | 2007           |
| Peniophorella capitulata                           | (Boidin & Gilles) K.H. Larss.           | 2007           |
| Peniophorella clavigera                            | (Bres.) K.H. Larss.                     | 2007           |
| Peniophorella compta                               | (H.S. Jacks.) K.H. Larss.               | 2007           |
| Peniophorella comptopsis                           | (Burds. & Nakasone) K.H. Larss.         | 2007           |
| Peniophorella cremea                               | C.L. Zhao                               | 2020           |
| Peniophorella crystallifera                        | Yurchenko, Sheng H. Wu & N. Maek.       | 2020           |
| Peniophorella cylindrocystidiata                   | (Boidin & Gilles) K.H. Larss.           | 2007           |
| Peniophorella echinocystis                         | (J. Erikss. & Å. Strid) K.H. Larss.     | 2007           |
| Peniophorella fissurata                            | C.L. Zhao                               | 2020           |
| Peniophorella flagellata                           | (G. Cunn.) K.H. Larss.                  | 2007           |
| Peniophorella guttulifera                          | (P. Karst.) K.H. Larss.                 | 2007           |
| Peniophorella incrustatissima                      | (Boidin & Gilles) K.H. Larss.           | 2007           |
| Peniophorella martinii                             | Duhem                                   | 2013           |
| Peniophorella microtsugae                          | Prasher & Lalita                        | 2015           |
| Peniophorella neopubera                            | (Sheng H. Wu) K.H. Larss.               | 2007           |
| Peniophorella odontiiformis                        | (Boidin & Berthier) K.H. Larss.         | 2007           |
| Peniophorella pallida (Spitscellig harskorstje)    | (Bres.) K.H. Larss.                     | 2007           |
| Peniophorella pertenuis                            | (P. Karst.) Hallenb. & H. Nilsson       | 2007           |
| Peniophorella praetermissa (Kransbekerharskorstje) | (P. Karst.) K.H. Larss.                 | 2007           |
| Peniophorella pubera (Fluwelig harskorstje)        | (Fr.) P. Karst.                         | 1889           |
| Peniophorella reticulata                           | Yurchenko & Sheng H. Wu                 | 2020           |
| Peniophorella rude                                 | (Bres.) K.H. Larss.                     | 2007           |
| Peniophorella subglobospora                        | M. Dueñas, Melo, Tellería & M.P. Martín | 2013           |
| Peniophorella subpraetermissa                      | (Sheng H. Wu) K.H. Larss.               | 2007           |
| Peniophorella tessulata                            | (Berk. & M.A. Curtis) Nakasone          | 2012           |
| Peniophorella torquata                             | (G. Cunn.) Hjortstam & Ryvarden         | 2009           |
| Peniophorella tsugae (Breedsporig harskorstje)     | (Burt) K.H. Larss.                      | 2007           |
| Peniophorella viperiformis                         | Duhem & Buyck                           | 2011           |
| Peniophorella yunnanensis                          | C.L. Zhao                               | 2019           |